# Гартфордшир
Ге́ртфордшир, або Га́ртфордшир (англ. Hertfordshire, МФА /ˈhɑrtfərdʃər/, «Гертфордська округа») — графство в Англії, Східна Англія. Історичний центр — містечко Гертфорд. Найбільше і єдине місто — Сент-Олбанс. Батьківщина святого Альбана, першомученика і патрона Англії, якого вшановують у місцевому Сент-Олбанському соборі. Населення — 1 066 100 (Оцінка 2007  року). Густота населення — 649. Площа 1643

## Адміністративний поділ
1. Три річки
2. Вотфорд
3. Гартсмір
4. Велвин Гетфілд
5. Броксборн
6. Східний Гертфдоршир
7. Стівнадж
8. Північний Гертфорд
9. Сент-Олбанс
10. Дакорум

## Персоналії
- Кріс Барбер (1930—2021) — легендарний британський джазовий музикант.
- Ліз Кендалл (* 1971) — британська політикиня.
- Джордж Езра — британський співак.
- Аліша Діксон (* 1978) — британська співачка, танцюристка, реперка, модель.
- Голлі Смейл (*1981) — британська сучасна молодіжна письменниця.
- Льюїс Гамільтон (*1985) — автогонщик, пілот команди «Мерседес» у чемпіонаті світу з автоперегонів у класі Формула-1.